# Казимир Войняковський
Казимир Войняковський (пол. Kazimierz Wojniakowski, 1771, Краків, Річ Посполита — 20 січня 1812, Варшава, Варшавське герцогство) — польський художник і ілюстратор.

## Біографія
Учень Марчелло Баччареллі. Представник сентименталізму. Масон
Мистецька діяльність хужожника була переважно пов'язана з портретним живописом. Малював серед ін. княгиню Ізабелу Чарторийську, Тадеуша Костюшка, Станіслава Августа Понятовського, Станіслава Солтика тощо. Його портрети відрізняються високою подібністю облич моделей. Окрім поодиноких портретів, створював також групові портрети, як-от «Суспільне зібрання в парку» (1797, Національний музей у Варшаві), де зображено родини Лафонтенів і Гауків навколо пам'ятника Станіславові Августу.
Войняковський також автор історичних, алегоричних і пейзажних картин.

## Волинь
Художник більшу частину життя провів у Варшаві. Але водночас періодично виїжджав за її межі зокрема до Литви та на Люблінщину. Під час однієї з таких поїздок він встиг побувати на Волині, залишивши по собі унікальні малюнки регіону на зламі епох.
Дослідження цього спадку почалось завдяки волинському консерватору Морвічу, який у міжвоєнний період працював над одним з малюнків художника зі збірки Музею Любомирських у Львові. Поширенню серед широкого загалу сприяла тодішня публікація кількох акварелей з волинськими видами у луцькому культурно-історичному місячнику Znicz. Подальші дослідження виявили що Войняковський загалом намалював 11 акварелей Волині (з них три пов'язані з Луцьком). Всі вони розміром 16x23 см, лише на одній з робіт була вказана дата — 1797 р.

Каплиця Скорбного Христа на Бернардинському кладовищі
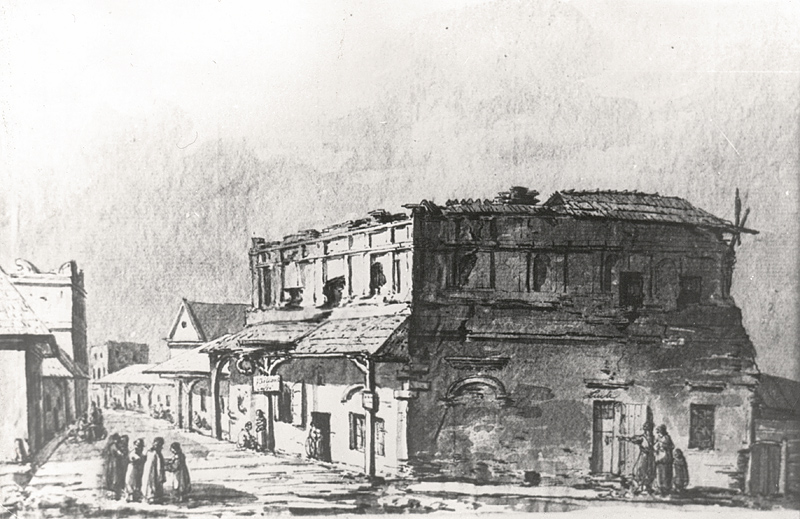
Луцьк. Вулиця Ринкова (1797)

## Галерея

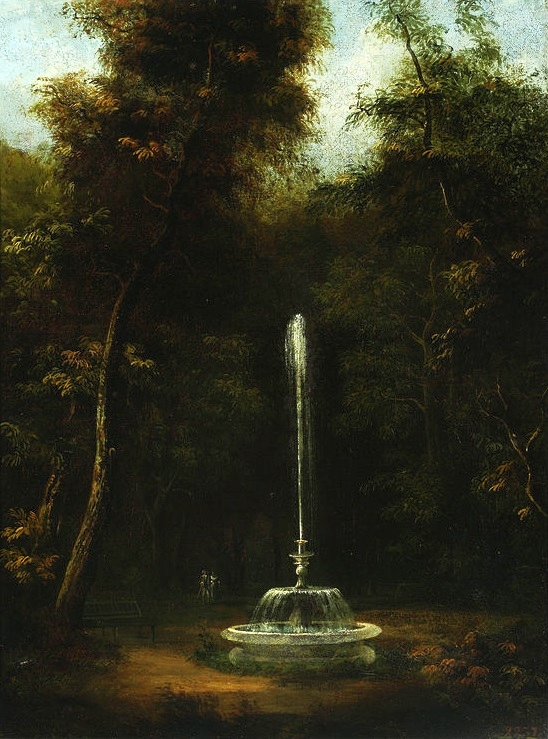
Вид Лазеньківського парку з фонтаном
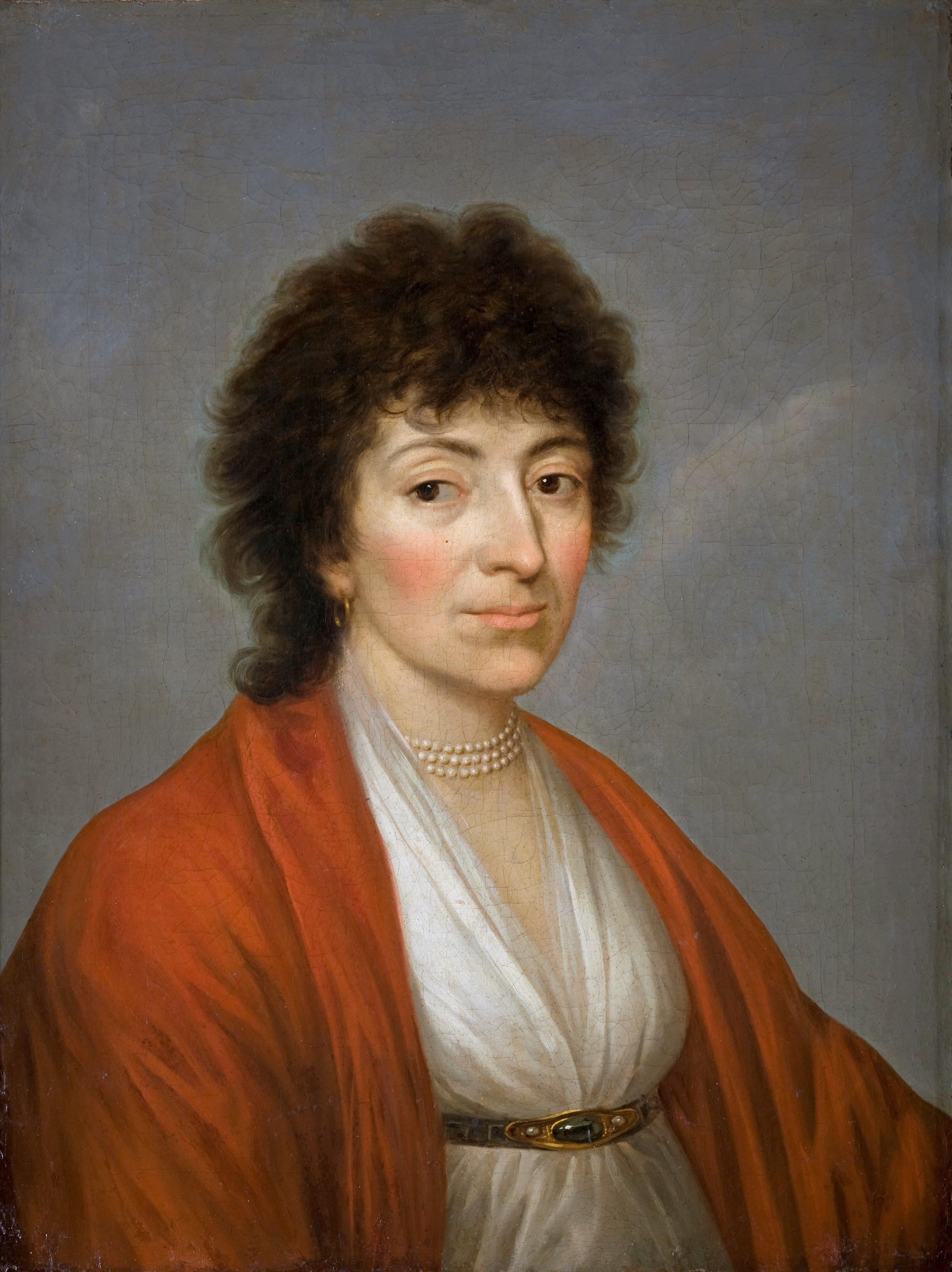
Портрет Юстини Ланцкоронської
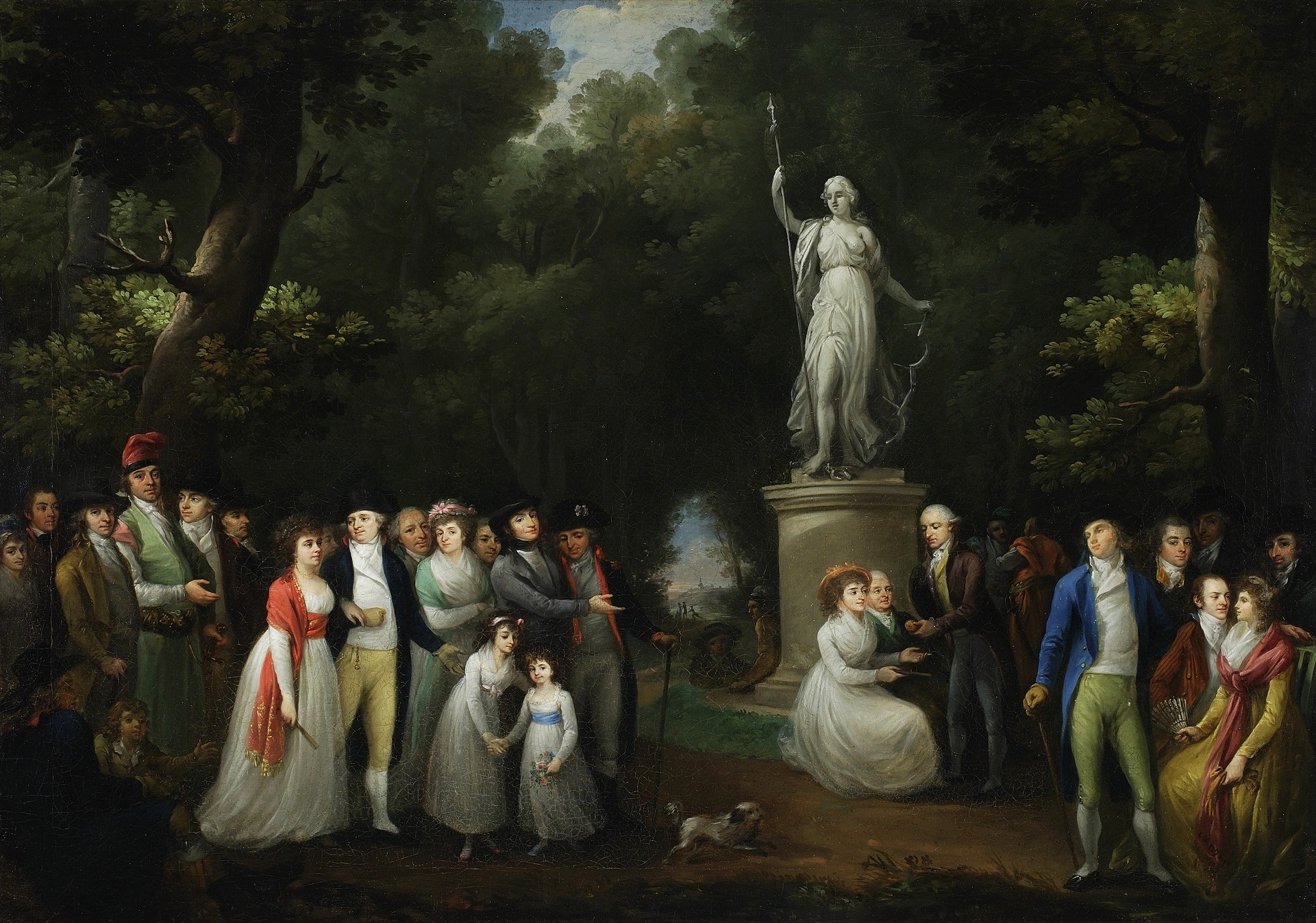
Зустріч в парку
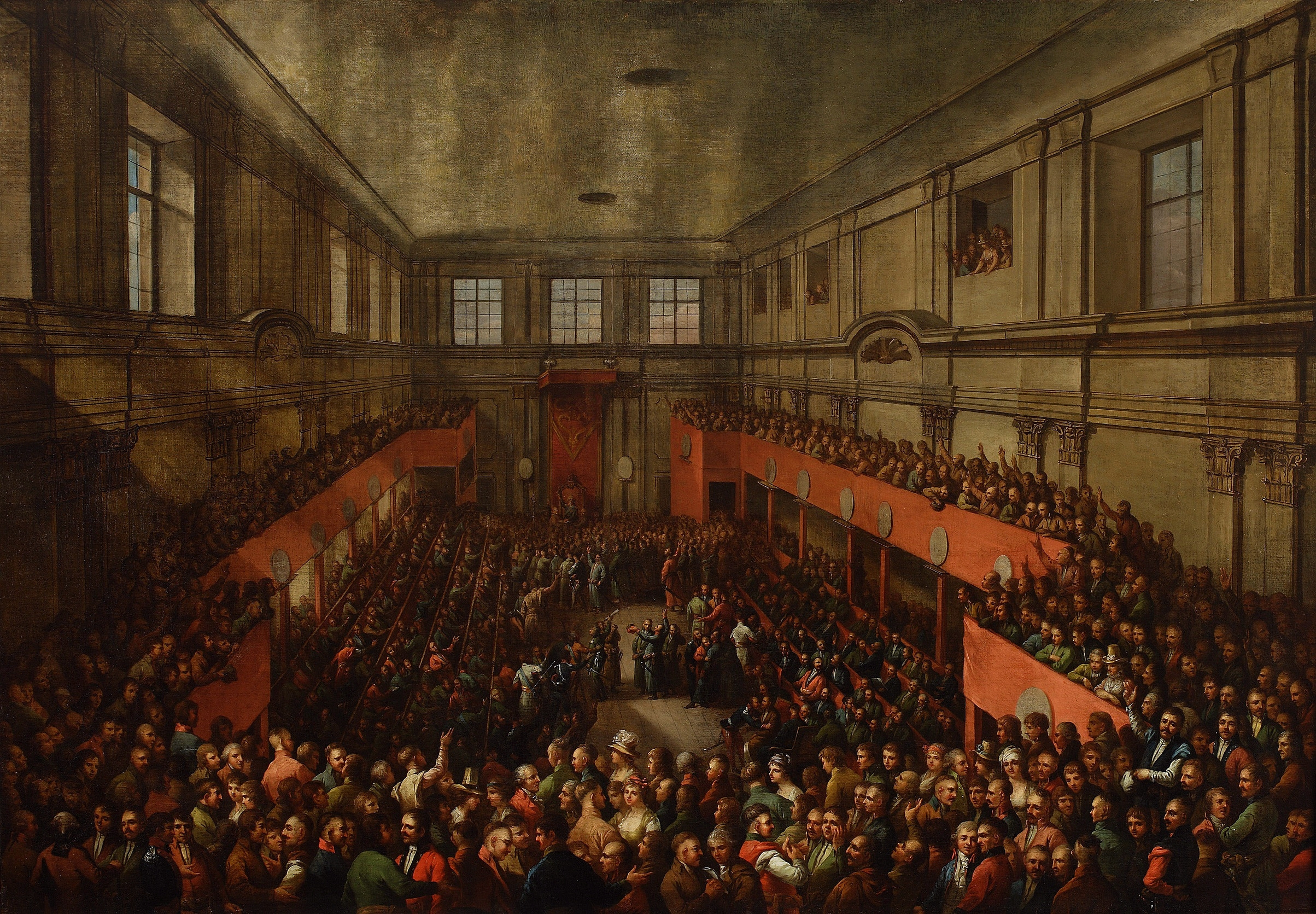
Прийняття Конституції 3 травня
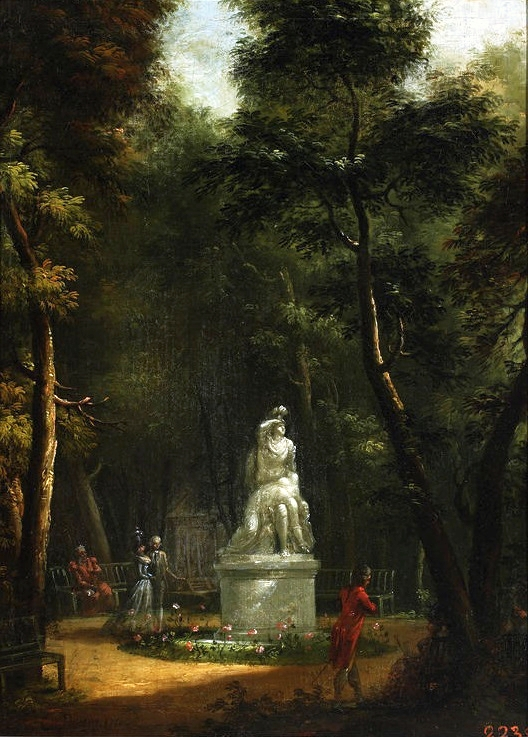
Вид Лазеньківського парку зі статуєю